# San Miguel Amatlán
San Miguel Amatlán è un comune del Messico, situato nello stato di Oaxaca.